# Anton Stuxberg
 Anton Julius Stuxberg, född 12 april 1849 i Stucks i Bunge socken på Gotland, död 30 november 1902 i Göteborg, var en svensk zoolog och upptäcktsresande. Stuxberg deltog i Vegaexpeditionen 1878–1880.

## Biografi
Anton Julius Stuxberg var son till kyrkovärden och nämndemannen Johannes Stuxberg och Anna Maria Höglund. Han blev 1869 student vid Uppsala universitet där han promoverades till fil doktor 1875.
Under Adolf Erik Nordenskiölds ledning deltog Stuxberg i flera forskningsresor till Arktis, Novaja Zemlja, Sibirien och till Jenisejfloden 1875 och 1876. Han värvades även av Nordenskiöld att delta som zoolog på dennes Vegaexpedition 1878–1880.
År 1882 blev han intendent vid Göteborgs museums zoologiska avdelning, en post han innehade fram till sin död. Han var på sin tid en ledande kännare av Arktis fauna, med inriktning på fiskar, kräftdjur astacidæ, tusenfotingar myriapoda och evertebrater. Samma år blev han ledamot i Kungliga Vetenskaps- och Vitterhetssamhället i Göteborg. År 1897 deltog han i en forskningsresa till Krim och Kaukasien.
Stuxberg hade en omfattande vetenskaplig och populärvetenskaplig produktion. Från litteraturhistorien är han även känd som en av August Strindbergs nära vänner och omtalas ofta i dennes brevväxling. I Strindbergs brev omnämns vännen ibland som "Stux", vilket ska jämföras med Strindberg själv som kallas för "Strix".
År 1881 gifte han sig med Helga Franckenfeldt (1851-1918) och paret fick tre söner, varav astronomen och geofysikern Anton Stuxberg d.y..